# A Babá (filme de 2018)
The Nanny (no Brasil, A Babá) é um filme de terror sobrenatural e ficção científica estadunidense, lançado no Brasil em 8 de abril de 2019. A direção ficou por conta de Joel Novoa.

## Sinopse
Uma jovem, Noa, suspeita que sua nova babá não é deste mundo. Noa luta para revelar a identidade da babá, que é mais distorcida do que ela imaginava nesse conto sombrio de fantasia.

## Elenco
Christian Ganiere como Michael
Jaime Murray como Leonor
Marie Del Marco como Doris
Nicholas Brendon como David
Nick Gomez como Officer Frank
Robert Zachar como Elkrog
Schuyler Fisk como Anna